# Incubateur (œuf)
Pour les articles homonymes, voir incubateur, couveuse (homonymie) et couvoir.
Un incubateur est un appareil destiné à l'incubation des œufs afin d'obtenir des poussins. Il simule la couvaison en maintenant ceux-ci dans des conditions de température et d'humidité constante.

## Histoire
{{{annotations}}}
Dans l'antiquité gréco-romaine, pour produire des poussins, on savait placer les oeufs dans du fumier en décomposition pour profiter de leur chaleur et l'humidité et conduire l'oeuf à l'éclosion. Pline rapporte ainsi que : « Un ivrogne de Syracuse, à dater du moment où l'on mettait des oeufs en terre et couverts de fumier pour les faire couver, avait coutume de boire jusqu'à ce que les poussins fussent éclos ». 
L'incubation scientifique contrôlée exigeait une mesure précise et répétable de la température, comme le thermomètre à alcool proposé par le naturaliste et scientifique René-Antoine Ferchault de Réaumur en 1730, et l'échelle de température portant son nom.
Réaumur a utilisé le thermomètre dans sa conception d'une couveuse artificielle, présentée à l'Académie des sciences en 1747, et publiée en 1749 comme L’Art de faire éclore et d'élever en toute saison des oiseaux domestiques de toutes espèces, soit par le moyen de la chaleur du fumier, soit par le moyen de celle du feu ordinaire

## Types d'incubateurs
Les producteurs de poussins utilisent deux types d'appareillage pour l'incubation, les appareils d'incubation ventilé, et les appareils d'incubation statique, ces derniers étant plus rudimentaires. Les œufs sont éventuellement mirés par les aviculteurs afin d'écarter les œufs non fécondés ou dont le développement s'est arrêté.

## Processus d'incubation artificielle d'un œuf de poule
Un œuf à couver (OAC) a besoin de 4 ingrédients pour se développer correctement :
- de la chaleur
- de l'air qui sera absorbé par les pores de la coquille et va faire grossir la chambre à air
- de l'humidité
- du mouvement (retournement des œufs)

Le succès de l'incubation commence par la collecte méticuleuse des œufs dans les nids, par une bonne conservation des œufs avant l'incubation et enfin par le maintien de la température durant toute la durée de l'incubation.

### Collecte et stockage des œufs
Tous les œufs ne sont pas aptes à être couvés. En plus d'être, bien sûr, fécondé, l’œuf à couver idéal doit :
- avoir un rapport longueur/largeur proche de 1,4/1,0.
- avoir un poids et une taille moyenne. On exclut les œufs pesant moins de 52 g ou plus de 75 g si on veut avoir une couvée homogène. Pour les pondeuses, exclure absolument les œufs trop petits car la taille de l’œuf est un trait héréditaire.
- être propre. Ne pas utiliser d’œufs nécessitant plus de 1 ou 2 coups de chiffon. Les produits abrasifs type papier de verre ou éponge abrasive sont à proscrire car ils fragilisent la coquille et bouchent ses pores, ce qui va empêcher l'embryon de respirer. Éviter également de secouer un œuf.
- avoir une couleur homogène et une coquille lisse, exempte de rugosités ou d’aspérités, ni fragile, ni poreuse. Les coquilles abîmées ou fragiles laissent pénétrer beaucoup de bactéries qui pourraient tuer le poussin[3]
- être issu de géniteurs de qualité, indemnes de maladies et jeunes (8 à 12 mois pour la poule comme pour le coq). À partir de 12 mois, une poule produit un œuf plus poreux (donc plus fragile) et un coq commence à être moins fécond[4].

Du fait de la durée de couvaison, les œufs (propres) doivent être récoltés dans les deux heures suivant la ponte. En effet, au cours de leur refroidissement, au moment de la formation de la poche d'air dans l’œuf qui commence immédiatement après la ponte, la coquille des œufs, bien que recouverte d'une cuticule de protection, est perméable aux microorganismes potentiellement pathogènes présents en surface.
La durée de stockage influe grandement sur l'éclosabilité des œufs. Le stockage prolongé (plus de 10 jours) nuit non seulement aux résultats d’éclosion mais également à la qualité des poussins et à leur croissance ultérieure.
La température de stockage varie selon la durée souhaitée de conservation.
- 18 à 21 °C si on souhaite les conserver 3 jours ou moins avant la mise en couveuse,
- 15 °C si on souhaite les conserver 3 à 7 jours,
- 12 à 14 °C si on souhaite les conserver plus de 7 jours[5].

Un stockage à une température inférieure à 10 °C (au réfrigérateur par exemple) réduit fortement le taux de réussite de la couvaison. À l'inverse, au delà de 21 °C, le développement partiel de l’embryon commence et l’œuf devra être très vite mis en couveuse ou sous une poule pour arriver à son terme.
L'hygrométrie lors du stockage doit être de 75 % afin d'éviter que l’œuf ne se dessèche. Elle devra monter jusqu'à 85 % si les œufs proviennent de poules âgées de plus de 12 mois (car leurs œufs sont plus poreux et donc sèchent plus vite) ou si la durée de stockage excède 7 jours.
Les œufs doivent être stockés la poche d'air en haut (donc pointe de l’œuf vers le bas sauf si on les conserve plus de 14 jours, cas où le stockage la « pointe en haut » serait plutôt favorable).
Si les œufs sont issus de poules de plus d'un an, les œufs doivent être retournés trois à quatre fois par jour pour éviter que le jaune n'adhère à la membrane coquillière ou que l’allantoïde ne se colle à l’embryon et pour permettre à l’embryon d’avoir accès à de nouvelles sources d’énergie (pour retourner facilement une douzaine d’œufs, placer la boite penchée à une inclinaison de 30° sur un livre le matin et changer de côté le soir).
Dans de bonnes conditions, les œufs peuvent être conservés au maximum 10 à 15 jours mais les œufs doivent idéalement avoir, selon les sources, entre 1 et 7 jours de stockage pour bien éclore. En effet, lors des 3 premiers jours après la ponte, lors du stockage, il se produit une élévation du pH de l’œuf importante et nécessaire car un pH alcalin protège l’embryon d’éventuelles attaques bactériennes. C'est pourquoi les œufs stockés pendant de courtes périodes ont tendance à mieux éclore que ceux incubés le jour même de leur ponte.
Une fumigation à base de para-formaldéhyde, d'un mélange de formol et de permanganate de potassium, d’ammonium quaternaire ou de peroxyde d’hydrogène, protégeant l'œuf des agents pathogènes présents sur sa coquille augmente la chance de survie de l'œuf. Enfin, ils sont préchauffés avant d'être à proprement parler incubés pour éviter qu'une condensation porteuse de bactéries ne se forme à la surface de la coquille en cas de rapide changement de température et d'hygrométrie.

### Incubation
Trois paramètres essentiels sont à surveiller lors de la mise en incubation : température, hygrométrie et retournement des œufs à fréquence de deux ou 3 fois par jour imitant ainsi le comportement naturel de la poule.
Il est conseillé de brancher l'incubateur au moins une journée avant d'y placer les œufs pour faire un pré-chauffage et s'assurer que tous les paramètres sont bien réglés. De la même façon, si les œufs sont conservés à 15 °C ou moins, on les laissera à température ambiante 24 h avant de les placer en couveuse afin d'éviter un phénomène de condensation si on les plaçait directement froids dans la couveuse chaude.
Les incubateurs récents sont équipés d'un système de ventilation dynamique qui permet de conserver une température interne des œufs à 37,8 °C (+/ — 0,2) et un taux d’humidité (hygrométrie) de 50 %. Une hygrométrie plus basse est possible mais plus l'air est sec moins il transmet bien la chaleur. Toutefois, certaines races telles que la Marans (ou les oies) font des œufs à coquille plus épaisse qui permettent une évaporation plus faible de l'eau contenue dans les oeufs et qui doivent donc être incubés à 30 % d'hygrométrie au lieu des 50 % généralement recommandés.
Si la température interne de l’œuf excède 38,8 °C ou est inférieure à 36 °C, l'embryon commence à être en souffrance et si elle dépasse 39,4 °C ou tombe sous 34 °C, l'embryon meurt. Si la température est un peu plus basse que les 37,8 °C recommandés (36,5 par exemple), les œufs écloront un peu plus tard (22 ou 23e jour au lieu de 21). Cela dit, lors de la première semaine d'incubation (période ou l'embryon est le plus fragile), il est important que la température soit le plus proche possible des 37,8 °C recommandés. Au contraire, elle devra être plus proche des 37 °C lors de la troisième semaine d'incubation.
Les thermomètres intégrés aux couveuses n'étant pas toujours très précis, il peut être utile de vérifier la température des œufs dans la couveuse avec un thermomètre médical de précision. Pour ce faire, on applique le thermomètre sur la coquille au milieu d'un œuf (et non sur le sommet qui est toujours un peu plus frais que le reste de l’œuf à cause de la poche d'air). On choisit un œuf positionné au milieu de la couveuse car ceux placés sur les bords sont un peu moins chauds. La température idéale de la coquille doit se situer entre 37,8 et 38,3 °C.
Une hygrométrie trop importante :
- empêche le développement de la chambre à air qui contiendra donc peu d'air. Une trop faible quantité d'air asphyxiera l'embryon quand il percera la membrane d'accès à la chambre à air au moment de l'éclosion.
- Les poussins qui se développent dans la partie restante de l’œuf utilisent l'espace occupé par la chambre à air pour se "déplier" au moment de l'éclosion et percer la coquille. Une chambre à air trop petite les empêchera de le faire et ils mourront dans leur coquille.

À l'inverse, une hygrométrie trop basse fera trop grossir la chambre à air. Du coup, l'embryon aura moins de place pour se développer et sera donc plus chétif. Il aura du mal à percer la coquille et à survivre après la naissance.
Attention, l'hygrométrie dans la couveuse dépend de différents paramètres tels que :
- l'hygrométrie dans la pièce où la couveuse est placée. Les œufs ne supportent pas une atmosphère confinée. Il y a donc de petites ouvertures dans les incubateurs afin de favoriser les échanges d'air. On pourra les ouvrir plus ou moins pour obtenir l'hygrométrie voulue mais jamais les fermer complètement. Si la pièce est fraîche, on pourra limiter l'entrée d'air froid en plaçant l'ensemble de la couveuse sous une couverture ou une couette sans boucher les entrées d'air.
- la saison. En été, l'air ambiant est plus humide qu'en hiver.

Pour faire varier l'hygrométrie selon ses besoins, il suffit de remplir plus ou moins d'eau (à température ambiante) les réservoirs (parfois de simples rainures) situés dans le bas de l'incubateur. Il faut noter que ce n'est pas le volume d'eau contenu dans les réservoirs de la couveuse qui fait augmenter l'hygrométrie, c'est la surface d'eau de ces réservoirs qui est exposée à l'air. Ainsi, plus on remplira de réservoirs (ou de rainures) différents, plus la surface d'eau exposée à l'air sera importante et plus l'hygrométrie augmentera. Par ailleurs, plus on les remplira, plus on espacera la fréquence des remplissages car l'eau d'un réservoir plein mettra évidemment plus de temps à s'évaporer que celle d'un réservoir peu rempli.)
Éviter d'ouvrir la couveuse plus d'une fois par jour et plus de 20 minutes car cela correspond à la fréquence des absences d'une poule qui arrête brièvement de couvrir 20 minutes par jour pour se nourrir et déféquer. Veiller à la bonne fermeture de la couveuse après chaque ouverture.
Seuls des incubateurs remplis au minimum à 75-80 % de leur capacité pourront permettre des conditions homogènes de température et d'hygrométrie.

### Mirage des œufs
Après 7 jours d'incubation, il est possible de procéder à un mirage en « collant » l’œuf contre une source lumineuse. Cela constitue une sorte d'échographie.
Plusieurs signes permettent de s'assurer du bon développement de l'embryon :
- Un œuf sain laissera le plus souvent apparaître un réseau de vaisseaux sanguins autour d'une tache formée par l'embryon qu'on peut parfois voir bouger dès le 7e jour d'incubation.
- La poche d'air se développe au fur et à mesure du développement de l'embryon par évaporation de l'eau contenue dans l’œuf. Elle fait 1/10 du volume de l’œuf au premier jour et 1/3 à la fin. Si elle se développe trop, c'est que l'hygrométrie dans l'incubateur est trop basse (l’œuf sèche trop vite) et inversement, si elle ne se développe pas assez c'est que l'hygrométrie est trop élevée. On pourra donc modifier les paramètres de la couveuse en conséquence.
- Le poids de l’œuf de poule diminue de 13 % entre le 1er et le dernier jour de l'incubation. On peut donc indiquer le poids de l’œuf au crayon sur la coquille puis vérifier son évolution. Par exemple, un œuf de 60 g pèsera 58 g au 7e jour, 55 g au 14e jour et 53 g au 21e jour. Au 18e jour, moment où on transfère les œufs sur les grilles d'éclosion et où on passe l'hygrométrie à 65 %, la perte de poids doit être de 11 à 12 %.

Parfois, le mirage ne laisse rien voir de particulier à 7 jours alors en cas de doute sur la fertilité d'un œuf, on peut faire un second mirage au 10e voire au 14e jour. Si on ne voit toujours rien au 14e jour, l’œuf a de fortes chances d'être clair (œuf non fécondé ou avorté très tôt et donc sans aucune trace de développement de l'embryon).
Les œufs clairs doivent être sortis de l'incubateur vers le 14e jour car il risqueraient d'exploser à l'intérieur (surtout s'ils avaient plus d'une semaine avant d'être placés en couveuse), ce qui compromettrait l'éclosion des œufs sains et pourrait endommager la couveuse. Par ailleurs, l’œuf infertile absorbe de la chaleur et refroidit donc les embryons voisins. Il affecte également le niveau d’hygrométrie et le niveau de CO2 dans l’incubateur. Si le taux d’œufs « clairs » dépasse les 15 %, il convient de combler les espaces vides par des embryons en développement afin d'assurer une meilleure répartition de la chaleur et éviter ainsi que les œufs se refroidissent.
Si une mauvaise odeur se dégage de la couveuse, c'est qu'un œuf fêlé est en train de pourrir. Il faut également vite le localiser et l'extraire pour éviter l'explosion et/ou la contamination.

### Les 3 derniers jours
Au 18e jour soit 3 jours avant l’éclosion, il est temps de retirer les plateaux à bascule automatique et de déposer les œufs sur la grille d'éclosion (éclosoir). Il ne faudra plus retourner les œufs, même manuellement, car cela risque de désorienter le poussin qui doit, lors des derniers jours, positionner son bec au niveau de la poche d'air afin de pouvoir casser la coquille. Le taux d’hygrométrie doit alors passer à 65 % pour attendrir la coquille et la membrane placentaire interne et faciliter l'éclosion des poussins. À ce moment, la température peut descendre à 37 °C car le poussin commence à produire de la chaleur par lui-même.
En aucun cas, il ne faut aider un poussin à casser sa coquille avant qu'il ait commencé à la percer lui-même car la membrane coquillière (enveloppe placentaire) contient des vaisseaux sanguins qui seraient coupés par cette intervention et une hémorragie s'ensuivrait. En revanche, une fois que le poussin a percé sa coquille, on peut l'aider en "épluchant" délicatement la coquille et la membrane de l’œuf si on constate qu'il met plus de 12 h à s'en extirper seul.

### Après l'éclosion
On peut laisser les poussins 12 à 24 h sur l'éclosoir de la couveuse à une température de 35 °C afin qu'ils aient le temps de bien sécher. On les place ensuite dans leur parc d'élevage sous une lampe chauffante jusqu'à ce que leurs plumes se développent.